# Rhaphuma maculata
Rhaphuma maculata là một loài bọ cánh cứng trong họ Cerambycidae.